# OB-03 Cavtat
OB-03 Cavtat je ratni brod u sastavu flote Hrvatske ratne mornarice. Prema klasifikaciji, radi se o ophodnom brodu. Brod je otet 1991. Radi se o ophodnom čamcu bivše Jugoslavenske ratne mornarice PČ-180 Cer.Od 1991. do 2009. nosio je oznaku OB-63 Cavtat.
Brod se nalazi u sastavu Obalne straže Republike Hrvatske.

## Poveznice
|  | Zajednički poslužitelj ima još gradiva o temi OB-63 Cavtat |